# Бідіакіс-куб

Бідіакіс-куб — це 3-регулярний граф з 12 вершинами і 18 ребрами.

## Побудова
Бідіакіс-куб є кубічним гамільтоновим графом, і його можна визначити LCF-кодом [-6,4,-4]4.
Бідіакіс-куб можна побудувати з куба шляхом додавання ребер поперек верхньої і нижньої граней, що з'єднують середини протилежних сторін. Два додаткових ребра мають бути перпендикулярними одне одному. За цією побудовою бідіакіс-куб є багатогранним графом і його можна подати у вигляді опуклого многогранника. Тому, згідно з теоремою Штайніца, граф є вершинно 3-зв'язним простим планарним графом.

## Алгебричні властивості
Бідіакіс-куб не вершинно-транзитивний і його повна група автоморфізмів ізоморфна діедральній групі порядку 8, групі симетрій квадрата, і включає як обертання, так і відобиття.
Характеристичний многочлен бідіакіс-куба дорівнює
{\displaystyle (x-3)(x-2)(x^{4})(x+1)(x+2)(x^{2}+x-4)^{2}}.

## Галерея

Хроматичне число бідіакіс-куба дорівнює 3.
Хроматичний індекс бідіакіс-куба дорівнює 3.
Бідіакіс-куб є планарним.
Побудова бідіакіс-куба з куба.